# Arctosa keniana
Arctosa keniana là một loài nhện trong họ Lycosidae.
Loài này thuộc chi Arctosa. Arctosa keniana được Carl Friedrich Roewer miêu tả năm 1960.